# 朱世忠
朱世忠（15世紀—16世紀），字良弼，江西南昌府南昌縣人，明朝政治人物。

## 生平
朱世忠是正德五年（1511年）庚午科江西鄉試舉人，拒絕寧王朱宸濠羅致，後授龍泉知縣，每夜巡訪民間，男讀女工者給與俸米，建橋讓人民渡河，陞台州同知，調福州同知、敘州同知，所任各地人民均為他立祠，以官至王府左長史致仕，在家鄉居親喪遵從朱子家禮，亦友愛兄弟，人稱苦節先生。

## 引用
1. 1 2  民國《南昌縣志·卷三十一·人物志二》：朱世忠，字良弼，正德舉人，逆濠慕其才，多方招致之堅不往，知浙江龍泉縣，民有孤寡者分俸米給之，陞同知，所任民民立祠，以左長史致仕歸，居親喪遵朱子家禮，友愛兄弟，人稱苦節先生。
2. ↑  民國《南昌縣志·卷二十二·選舉志三》：科第下……明……正德五年庚午鄉試……朱世忠 字良弼，詳傳
3. ↑  同治《龍泉縣志·卷八·政績志》：朱世忠，南昌人，嘉靖初知縣，清慎明敏、平易近民，每夜訪民間，有朝不謀夕，及男讀女工者，次日量以俸米給其家，時濟川無橋，往來病涉，即捐俸倡建，龍民皆曰「朱父母」，後陞福州同知，民不忍忘，祠于橋閣。
4. ↑  四庫全書《江西通志·卷六十八·人物三》：朱世忠，字良弼，南昌人，正德舉人，知浙江龍泉，清慎明敏，平易近民，每夜訪民間，有朝不謀夕，及男讀女工者次日量以俸米給其家，歷政始終如一，擢敘州同知。 浙江名宦志